# Хероји (ТВ серија)
Хероји (енгл. Heroes) америчка је ТВ серија коју је осмислио Тим Кринг. Ова серија приказује обичне људе који након једног помрачења сунца откривају да поседују натприродне способности. Прича прати неколико ликова, при чему већина њих балансира свакодневни живот, али уједно и истражује своје новостечене моћи. Серија користи стилове нарације и приповедања који су налик онима у стриповима.
Серија је премијерно приказана 2006. године, и прва сезона је доживела велики успех како код публике, тако и код критичара. Касније сезоне, бележе пад гледаности, да би 14. маја 2010. године — након 77 епизода — NBC (телевизија која је финансирала серију) објавила да је серија укинута. Многи блогови и фан-сајтови спекулишу да ће серија добити закључак кроз филм, или неколико завршних епизода.
Поред поделе на сезоне које су коришћене у продукцији, серија је подељена у томове који представљају извесне целине у причи. Свака епизода има своје име, а представљена је публици као поглавље.

## Глумачка постава
Првобитно је Кринг осмислио серију са променљивом глумачком поставом. Променио је мишљење после извесног периода када је у пракси показано колико је оригинална глумачка постава прихваћена и популарна. Због тога је вратио већи део поставе прве сезоне и следеће године, са неколико додатака. У својој првој сезони, серија има дванаест главних ликова, што је уједно чини трећом серијом према броју ликова у америчкој телевизији, одмах после Очајних домаћица и Изгубљених. Иако је оригинална постава на сајту америчке телевизије NBC навела само 10 главних ликова, Леонард Робертс који у серији тумачи лик Данијела Хокинса је постао једанаести члан после пете епизоде у којој се први пут појавио. Дванаести члан је постао Џек Колман после једанаесте епизоде.
Прва сезона серије је имала 12 регуларних ликова и то: Али Лартер игра Ники Сандерс, интернет стриптизету која открива да има поремећај удвојене личности и увећану снагу; Грег Гранберг је глумац који тумачи улогу Мета Паркмана, полицајца у Лос Анђелесу који може чути туђе мисли; Маси Ока је Хиро Накамура који може да се креће кроз време и простор; Хејден Панетијер као средњошколка Клер Бенет која поседује моћ спонтане регенерације ткива; Џек Колман у улози Ное Бенета, Клериног оца; Адријан Пасдар је кандидат за конгресмена Нејтан Петрели са способношћу летења; Мајло Вентимиглија игра Питера Петрелија који поседује способност копирања туђе способности; Леонард Робертс је Ди Ел Хокинс, бивши робијаш који може да прође кроз чврсте ствари; Ноа Греј-Кабеј је Никин син Мајка Сандерс који комуницира са електронским уређајима; Тони Сајпрес је била Симон Дево, трговац уметничким творевинама; наркомана и сликара Исака Мендеза глуми Сантијаго Кабрера; Сендхил Рамамерти представља научника из Индије, Мохиндера Суреша.

## Прва сезона; Први том: Постанак
Епизоде ове сезоне се базирају на причама како је који од главних ликова открио своје моћи и учењу о њиховој употреби. Након што један од ликова који поседује моћ сагледавања будућности ослика Њујорк у експлозији, судбина полако спаја различите хероје који ће покушати да зауставе овај догађај.

## Друга сезона; Други том: Генерације
Иако се Генерације заснивају на догађајима након краја прве сезоне, чести су прикази прошлости, поготову историје Компаније (организација која жели да контролише људе са способностима). Хероји сазнају да нису први људи са натприродним способностима, али и за смртоносни вирус „шанти“ који представља опасност за све који поседују способности.

## Трећа сезона; Трећи том: Негативци, Четврти том: Бегунци
Трећа сезона је подељена у два тома, Негативци и Бегунци.
Негативци се бави људима који поседују способности, али их злоупотребљавају. Иако су најопаснији од њих затоврени на Нивоу 5, у зградама Компаније, након превеликог набоја који је Ел ослободила заштитни системи Компаније отказују и затвореници беже у спољашњи свет. Остали хероји и запослени у Компанији преузимају на себе одговорност да их врате назад на ниво 5.
Бегунци је четврти том Хероја. У овом делу, америчка влада сазнаје за људе са способностима и одлучује да их као потенцијалну претњу похвата и затвори.

## Четврта сезона; Пети том: Искупљење
Прича се наставља 6 недеља касније од претходне епизоде, и приказује хероје како покушавају да се уклопе у свакодневни живот, избегавајући употребу својих моћи. Иако свако од њих води засебан живот, путеви им се убрзо укрштају на карневалу који чине искључиво људи са натприродним способностима. Вођа карневала, Семјуел, окупља људе попут њих у једну велику породицу, са идејом да направи нови свет, у коме ће људи са способностима бити прихваћени.